# آدم و حوا (دورر)
آدم و حوا (به آلمانی: Adam und Eva) یک جفت نقاشی رنگ روغن روی تخته اثر نقاش آلمانی دوره رنسانس آلبرشت دورر است.
این کار که در سال ۱۵۰۷ تکمیل شد، به دنبال یک حکاکی روی مس در سال ۱۵۰۴ از دورر با همین موضوع کشیده شد؛ کاری که به دورر فرصت به تصویر کشیدن شمایل ایدئال انسان را داد. این کار که در نورنبرگ اندکی بعد از بازگشت او از ونیز کشیده شد، تحت تأثیر هنر ایتالیایی بود.
انجیر که حوا شاخه‌ای از آن را شکسته، از درخت ممنوعه دانش و شاخه‌ای که آدم در دست گرفته از درخت تیس، درخت زندگی، است.